# George McCabe
George McCabe (Yorkshire, Sheffield, 1922. március 13. – Sheffield, 2001. január 5.) angol nemzetközi labdarúgó-játékvezető.

## Pályafutása

### Nemzeti játékvezetés
1954-ben lett az I. Liga játékvezetője. A nemzeti játékvezetéstől 1969-ben vonult vissza.

#### Nemzeti kupamérkőzések
Vezetett kupadöntők száma: 1.

##### FA-kupa
Angliában szokás, hogy a nagy figyelmet keltő kupadöntőt, búcsú és jutalomként, érdemeinek elismeréseként a visszavonuló legjobb játékvezető vezeti.
| Időpont           | Helyszín                | Mérkőzés típusa | Mérkőzés                             | Eredmény | Nézők száma |
| ----------------- | ----------------------- | --------------- | ------------------------------------ | -------- | ----------- |
| 1969. április 26. | Wembley Stadion, London | döntő           | Manchester City FC–Leicester City FC | 1 – 0    | 100 000     |

#### Nemzetközi játékvezetés
Az Angol labdarúgó-szövetség Játékvezető Bizottsága (JB) terjesztette fel nemzetközi játékvezetőnek, a Nemzetközi Labdarúgó-szövetség (FIFA) 1960-tól tartotta nyilván bírói keretében. A FIFA JB központi nyelvei közül a angolt beszélte. Több nemzetek közötti válogatott és klubmérkőzést vezetett, vagy működő társának partbíróként segített. Az angol nemzetközi játékvezetők rangsorában, a világbajnokság-Európa-bajnokság sorrendjében többedmagával a 38. helyet foglalja el 1 találkozó szolgálatával. Az aktív nemzetközi játékvezetéstől 1968-ban búcsúzott. Válogatott mérkőzéseinek száma: 4.

#### Labdarúgó-világbajnokság
A világbajnoki döntőhöz vezető úton Angliába a VIII., az 1966-os labdarúgó-világbajnokságra a FIFA JB bíróként alkalmazta. A FIFA JB elvárásainak megfelelően, ha nem vezetett mérkőzést, akkor valamelyik társának partbíróként segített. Egy csoportmérkőzésen egyes számú besorolást kapott, játékvezetői sérülés esetén továbbvezethette volna a találkozót. Pályafutása egyik leggyengébb produkcióját mutatta a világbajnokságon, jellemzően elnéző volt (nem biztosított azonos feltételeket) a Dél-amerikai csapat javára, amiért a FIFA JB vezetői a mérkőzés után azonnal hazaküldték. Világbajnokságokon vezetett mérkőzéseinek száma: 1 + 1 (partbíró).

##### 1966-os labdarúgó-világbajnokság

###### Világbajnoki mérkőzés
| Időpont          | Helyszín                         | Mérkőzés típusa              | Mérkőzés            | Eredmény | Nézők száma |
| ---------------- | -------------------------------- | ---------------------------- | ------------------- | -------- | ----------- |
| 1966. július 19. | Goodison Park Stadion, Liverpool | csoportmérkőzés (C. csoport) | Portugália–Brazília | 3 – 1    | 62 000      |

#### Nemzetközi kupamérkőzések

##### Vásárvárosok kupája
| Időpont          | Helyszín                  | Mérkőzés típusa                | Mérkőzés             | Eredmény |
| ---------------- | ------------------------- | ------------------------------ | -------------------- | -------- |
| 1966. február 2. | RheinEnergieStadion, Köln | harmadik forduló (1. mérkőzés) | 1. FC Köln–Újpest FC | 3 – 2    |

##### Kupagyőztesek Európa-kupája
| Időpont          | Helyszín       | Mérkőzés típusa   | Mérkőzés                          | Eredmény |
| ---------------- | -------------- | ----------------- | --------------------------------- | -------- |
| 1967. március 1. | ETO Park, Győr | egyik negyeddöntő | Győri Vasas ETO–Standard de Liège | 2 – 1    |

## Szakmai sikerek
1994-ben a nemzetközi játékvezetés hírnevének erősítése, hazájában 10 éve a legmagasabb Ligában (osztályban) folyamatosan tevékenykedő, eredményes pályafutása elismeréseként, a FIFA JB felterjesztésére az 1965-ben alapított International Referee Special Award címmel és oklevéllel tüntette ki.

## Külső hivatkozások
- George McCabe. World Referee. [2012. szeptember 24-i dátummal az eredetiből archiválva]. (Hozzáférés: 2013. május 22.)
- George McCabe. footballzz.com. (Hozzáférés: 2013. május 22.)
- George McCabe. footballdatabase.eu. (Hozzáférés: 2013. május 22.)
- George McCabe. scoreshelf.com. [2015. december 31-i dátummal az eredetiből archiválva]. (Hozzáférés: 2013. május 22.)
- George McCabe. eu-football.info. (Hozzáférés: 2013. május 22.)
- George McCabe. weltfussball.de. (Hozzáférés: 2013. május 22.)

| Elődje: Leo Callaghan | FA kupa döntő 1969 | Utódja: Eric Jennings |